# 暗中模索
暗中模索（あんちゅうもさく）は、唐の時代の中国からの熟語。

## 概要
暗闇の中で手探りであれこれと探し回ることである。このことから転じて、この言葉は手掛かりが無い状態でいろいろと探っている状態であるということを意味する。

### 由来
この言葉の由来は、唐の時代の中国で書かれた『隋唐嘉話』という歴史書である。ここには唐の時代の政治家であり文学者でもあった許敬宗を諌める文章があり、これが元になっている。許敬宗というのは優れた才能によって出世して権力を握った人物であり、その性格は傲慢であり、周囲にいる人の名前を一切覚えようとしなかった。このような許敬宗を諌めようとした人は、もしあなたの相手が身分の高い人であったならば、あなたは暗中模索をするように必死になって相手の名前を思い出そうとするだろうと述べていたのであった。